# Lilla Laxsjön, Västmanland
Lilla Laxsjön är en sjö i Skinnskattebergs kommun i Västmanland och ingår i Norrströms huvudavrinningsområde. Sjön är 11,4 meter djup, har en yta på 0,004 kvadratkilometer och är belägen 220 meter över havet.